# مات باتاغليا
مات باتاغليا (بالإنجليزية: Matt Battaglia)‏ هو لاعب كرة قدم أمريكية وممثل أمريكي، ولد في 25 سبتمبر 1965 في تالاهاسي في الولايات المتحدة.

## أعمال

### أفلام
- (1994) السماء الزرقاء
- (2002) نصف ميت
- (2011) ثور[5][6]

### مسلسلات
- 24
- الساحرة المراهقة سابرينا
- لوس أنجلوس
- نيو أورليانز
- جاغ
- موردر
- ميامي
- نيويورك
- نظرية الانفجار العظيم

## وصلات خارجية
- مات باتاغليا على موقع مرجع كرة القدم المحترفة.كوم (الإنجليزية)
- مات باتاغليا على موقع IMDb (الإنجليزية)
- مات باتاغليا على موقع ألو سيني (الفرنسية)
- مات باتاغليا على موقع أول موفي (الإنجليزية)
- مات باتاغليا على موقع قاعدة بيانات الأفلام السويدية (السويدية)
- مات باتاغليا على موقع إن إن دي بي (الإنجليزية)
- مات باتاغليا على موقع قاعدة بيانات الفيلم (الإنجليزية)
- مات باتاغليا على موقع كينوبويسك (الروسية)